# Aéroport d'Alpha
L'Aéroport d'Alpha (en anglais: Alpha Airport) (code IATA : ABH • code OACI : YAPH) est un petit aéroport se trouvant dans la petite ville d'Alpha, dans le Queensland, en Australie.